# Carollia castanea
Carollia castanea es una especie de murciélago de la familia Phyllostomidae.

## Distribución geográfica
Se encuentra en Sudamérica y América Central.